# Haute Cour de Delhi
 (novembre 2024).
Si vous disposez d'ouvrages ou d'articles de référence ou si vous connaissez des sites web de qualité traitant du thème abordé ici, merci de compléter l'article en donnant les références utiles à sa vérifiabilité et en les liant à la section « Notes et références ».
La Haute Cour de Delhi (hindi : दिल्ली उच्च न्यायालय, IAST: dillī ucca nyāyālaya) est une juridiction de Delhi en Inde, créée le 31 octobre 1966. Elle est compétente sur le territoire spécial de la Capitale. Elle dispose d'une soixantaine de juges.
Avant 1966, c'étaient la Haute Cour de Lahore créée en 1919 puis la Haute Cour du Pendjab créée en 1947 qui avaient juridiction sur Delhi.